# Hedesunda
Hedesunda – miejscowość (tätort) w Szwecji, w regionie administracyjnym (län) Gävleborg, w gminie Gävle.
Według danych Szwedzkiego Urzędu Statystycznego liczba ludności wyniosła: 1067 (31 grudnia 2015), 1076 (31 grudnia 2018) i 1044 (31 grudnia 2019).